# Seymour (Iowa)
Pour les articles homonymes, voir Seymour.
Seymour est une ville, du comté de Wayne en Iowa, aux États-Unis. Elle est incorporée le 28 février 1874.